# DICE (công ty)
EA Digital Illusions Creative Entertainment AB (còn gọi là EA Digital Illusions CE, EA DICE hoặc DICE) là một nhà phát triển video game của Thụy Điển, thuộc sở hữu của Electronic Arts. Công ty được biết đến với những game nổi tiếng như dòng Battlefield và Mirror Edge.

## Lịch sử

Logo cũ của DICE

DICE được thành lập vào tháng 5 năm 1992 ở Växjö, Thụy Điển bởi năm người: Ulf Mandorff, Olof Gustafsson, Fredrik Liliegren, Andreas Axelsson và Markus Nyström, thành viên của nhóm demo trước đây với tên gọi The Silents. Trong một thời gian dài khi các nhân viên còn là sinh viên tại Đại học Växjö, văn phòng của công ty bao gồm một phòng ký túc xá nhỏ. Trong những ngày mà công ty phát triển các tựa game pinball phổ biến dành cho máy tính Amiga, chẳng hạn như Pinball Dreams, Pinball Fantasies và Pinball Illusions. Công ty chuyển đến Gothenburg vào năm 1994, nơi làm trụ sở chính cho đến năm 2005 thì được sáp nhập với văn phòng cũ của Refraction Games ở Stockholm. 
Năm 1998, công ty được đăng ký trên thị trường chứng khoán Thụy Điển. Mặc dù tựa game Codename Eagle chỉ nhận được một sự tôn sùng nhỏ nhoi sau đó, sự đổ vỡ lớn nhất đối với DICE là việc phát hành Battlefield 1942 cùng phần tiếp theo và mở rộng của nó. Dòng Battlefield đã giúp đưa tên tuổi của họ trở nên nổi tiếng. Năm 2004, tổng giá trị của công ty được ước tính vào khoảng 55 triệu USD.

### Mở rộng
Vào tháng 1 năm 2000, công ty đã mua lại Refraction Games và 90% Synergenix Interactive. Sau đó là vào tháng 3 năm 2001 bằng việc mua lại Sandbox Studios ở London, Ontario, Canada.

### EA mua lại
Tháng 11 năm 2004, Electronic Arts công bố ý định của họ là mua tất cả các cổ phiếu đang lưu trong Digital Illusions CE với giá 61 kr trên mỗi cổ phiếu. Ban giám đốc của Digital Illusions CE đề nghị các cổ đông của công ty chấp nhận lời đề nghị. Electronic Arts sở hữu 62% của Digital Illusions CE vào ngày 31 tháng 3 năm 2005. Ngày 2 tháng 10 năm 2006, EA đã hoàn tất việc mua lại với giá 67,75 kr trên mỗi cổ phiếu cho 2,6 triệu cổ phiếu, với tổng số 175.500.000 kr. Digital Illusions CE được đổi tên thành EA Digital Illusions CE, và Giám đốc điều hành Patrick Söderlund đã trở thành một Tổng giám đốc EA Studio. DICE Canada, mà lúc đó đã được điều hành đồng sáng lập bởi DICE Fredrik Liliegren, bị đóng cửa ngay lập tức sau phi vụ mua lại.

## Game được phát triển
| Tên                                      | Năm       | Hệ máy                                                                       | Chú thích                                  |
| ---------------------------------------- | --------- | ---------------------------------------------------------------------------- | ------------------------------------------ |
| Pinball Dreams                           | 1992      | Amiga, Super Nintendo                                                        |                                            |
| Pinball Fantasies                        | 1992      | Amiga, MS-DOS, Super Nintendo                                                |                                            |
| Amiganoid                                | 1994      | Amiga                                                                        |                                            |
| Benefactor                               | 1994      | Amiga                                                                        |                                            |
| Hardcore                                 | 1994      | Sega Genesis                                                                 | Hoàn thành nhưng bị hủy bỏ                 |
| Pinball Illusions                        | 1995      | Amiga, MS-DOS                                                                |                                            |
| True Pinball                             | 1997      | PlayStation, Sega Saturn                                                     |                                            |
| S40 Racing                               | 1997      | Microsoft Windows                                                            |                                            |
| Motorhead                                | 1998      | Microsoft Windows, PlayStation                                               |                                            |
| STCC                                     | 1999      | Microsoft Windows                                                            |                                            |
| STCC 2                                   | 2000      | Microsoft Windows                                                            |                                            |
| Rally Masters                            | 2000      | Microsoft Windows                                                            |                                            |
| NASCAR Heat                              | 2000      | PlayStation                                                                  | Cộng tác với Monster Games                 |
| Matchbox Emergency Patrol                | 2001      | Microsoft Windows                                                            |                                            |
| JumpStart Wildlife Safari Field Trip     | 2001      | PlayStation                                                                  |                                            |
| JumpStart Dino Adventure Field Trip      | 2001      | Game Boy Color                                                               |                                            |
| Diva Starz: Mall Mania                   | 2001      | Game Boy Color                                                               |                                            |
| Shrek                                    | 2001      | Xbox                                                                         |                                            |
| Rallisport Challenge                     | 2002      | Microsoft Windows, Xbox                                                      |                                            |
| Pryzm: Chapter One - The Dark Unicorn    | 2002      | PlayStation 2                                                                |                                            |
| Battlefield 1942                         | 2002      | Microsoft Windows, Macintosh                                                 |                                            |
| Shrek Extra Large                        | 2002      | GameCube                                                                     |                                            |
| V8 Challenge                             | 2002      | Microsoft Windows                                                            |                                            |
| Battlefield 1942: The Road to Rome       | 2003      | Microsoft Windows, Macintosh                                                 | Bản mở rộng cho Battlefield 1942           |
| Midtown Madness 3                        | 2003      | Xbox                                                                         |                                            |
| Battlefield 1942: Secret Weapons of WWII | 2003      | Microsoft Windows, Macintosh                                                 | Bản mở rộng cho Battlefield 1942           |
| Battlefield Vietnam                      | 2004      | Microsoft Windows                                                            |                                            |
| Rallisport Challenge 2                   | 2004      | Xbox                                                                         |                                            |
| Battlefield 2                            | 2005      | Microsoft Windows                                                            |                                            |
| Battlefield 2: Modern Combat             | 2005      | PlayStation 2, Xbox, Xbox 360                                                |                                            |
| Battlefield 2: Special Forces            | 2005      | Microsoft Windows                                                            | Bản mở rộng cho Battlefield 2              |
| Battlefield 2: Euro Force                | 2006      | Microsoft Windows                                                            | Bản tăng cường cho Battlefield 2           |
| Battlefield 2: Armored Fury              | 2006      | Microsoft Windows                                                            | Bản tăng cường cho Battlefield 2           |
| Battlefield 2142                         | 2006      | Microsoft Windows, Mac OS X                                                  |                                            |
| Battlefield 2142: Northern Strike        | 2007      | Microsoft Windows, Mac OS X                                                  | Bản tăng cường cho Battlefield 2142        |
| Battlefield: Bad Company                 | 2008      | PlayStation 3, Xbox 360                                                      |                                            |
| Mirror's Edge                            | 2008      | Microsoft Windows, PlayStation 3, Xbox 360, iOS                              |                                            |
| Battlefield Heroes                       | 2009      | Microsoft Windows                                                            | Cộng tác với Easy Studios; Tải về miễn phí |
| Battlefield 1943                         | 2009      | Xbox 360 (XBLA), PlayStation 3 (PSN)                                         |                                            |
| Battlefield: Bad Company 2               | 2010      | Microsoft Windows, PlayStation 3, Xbox 360, iOS                              |                                            |
| Need for Speed: Hot Pursuit              | 2010      | Microsoft Windows, PlayStation 3, Wii, Xbox 360, iOS, Android, Windows Phone | Cộng tác với Criterion Games               |
| Battlefield Online                       | 2010      | Microsoft Windows                                                            | Cộng tác với Neowiz Games; Tải về miễn phí |
| Medal of Honor                           | 2010      | Microsoft Windows, PlayStation 3, Xbox 360                                   | Chỉ phát triển cho mục Chơi mạng           |
| Battlefield: Bad Company 2: Vietnam      | 2010      | Microsoft Windows, PlayStation 3, Xbox 360                                   | Bản mở rộng cho Battlefield: Bad Company 2 |
| Battlefield Play4Free                    | 2011      | Microsoft Windows                                                            | Cộng tác với Easy Studios; Tải về miễn phí |
| Battlefield 3                            | 2011      | Microsoft Windows, PlayStation 3, Xbox 360, iOS                              |                                            |
| Battlefield 3: Back to Karkand           | 2011      | Microsoft Windows, PlayStation 3, Xbox 360                                   | Bản mở rộng cho Battlefield 3              |
| Battlefield 3: Close Quarters            | 2012      | Microsoft Windows, PlayStation 3, Xbox 360                                   | Bản mở rộng cho Battlefield 3              |
| Battlefield 3: Armored Kill              | 2012      | Microsoft Windows, PlayStation 3, Xbox 360                                   | Bản mở rộng cho Battlefield 3              |
| Battlefield 3: Aftermath                 | 2012      | Microsoft Windows, PlayStation 3, Xbox 360                                   | Bản mở rộng cho Battlefield 3              |
| Battlefield 3: End Game                  | 2013      | Microsoft Windows, PlayStation 3, Xbox 360                                   | Bản mở rộng cho Battlefield 3              |
| Battlefield 4                            | 2013      | Microsoft Windows, PlayStation 3, PlayStation 4, Xbox 360, Xbox One          |                                            |
| Battlefield 4: China Rising              | 2013      | Microsoft Windows, PlayStation 3, PlayStation 4, Xbox 360, Xbox One          | Bản mở rộng cho Battlefield 4              |
| Battlefield 4: Second Assault            | 2014      | Microsoft Windows, PlayStation 3, PlayStation 4, Xbox 360, Xbox One          | Bản mở rộng cho Battlefield 4              |
| Battlefield 4: Naval Strike              | 2014      | Microsoft Windows, PlayStation 3, PlayStation 4, Xbox 360, Xbox One          | Bản mở rộng cho Battlefield 4              |
| Mirror's Edge 2                          | 2015/2016 | Microsoft Windows, PlayStation 4, Xbox One                                   | Đang phát triển                            |
| Star Wars: Battlefront                   | 2015      | Microsoft Windows, PlayStation 4, Xbox One                                   | Đang phát triển                            |